# Al Quwaysimah, Abu Alanda, Jweideh și Rujeib
Al-Quwaysimah (în arabă القُويسِمة; alternativ ortografiat Quwaysma or Qweismeh) este o zonă care face parte din Municipalitatea Greater Amman, și, de asemenea, unul dintre districtele Guvernoratului Amman. În 2013 avea o populație de 176.400 de locuitori, fiind al cincilea oraș ca mărime din Iordania. La recensământul din 2015 a fost grupat cu localitățile Al-Jweideh, Abu Alandah și Al-Rajib pentru o populație combinată de 296.273 de locuitori.În recensământul otoman din 1915 avea o populație de 101 locuitori, toți musulmani.